# Finntjärnarna
Finntjärnarna är en sjö i Lerums kommun i Västergötland och ingår i Göta älvs huvudavrinningsområde. Sjöns area är 0,028 kvadratkilometer och den är belägen 120 meter över havet.